# 홍콩의 대마초
홍콩에서는 대마초가 불법이다. 대마초의 소지, 판매, 운송, 재배는 영국 식민지 시절인 1969년 1월 17일부터 시행된 위험 약물 조례 (홍콩법 134장)에 따라 금지되어 있다.

## 합법성
대마초는 헤로인, 아편, 코카인, 메스암페타민 등과 함께 위험 약물 조례에서 금지하는 1급 약물로 분류되어 있다. 각 위반과 관련된 위반 사항 및 최대 처벌 수위는 다음과 같다:
| 부분 | 위반                                   | 최대 형량(기소 시)                 | 최대 벌금(즉결)                   |
| ---- | -------------------------------------- | ---------------------------------- | --------------------------------- |
| 4    | 위험한 약물의 불법 거래 또는 거래 제안 | 종신형과 500만 홍콩달러 벌금형     | 3년 징역형과 50만 홍콩달러 벌금형 |
| 6    | 위험한 약물 제조                       | 종신형과 50만 홍콩달러 벌금형      | 해당 없음                         |
| 5    | 위험한 약물의 소지 또는 사용           | 7년 징역형과 100만 홍콩달러 벌금형 | 3년 징역형과 10만 홍콩달러 벌금형 |

### 대마 불법 거래에 대한 법적 처우
위험 약물 조례에서는 "밀매"를 다음과 같이 정의한다.
“...홍콩으로 수입, 홍콩에서 수출, 위험 약물을 조달, 공급 또는 기타 방식으로 거래하거나 밀매 목적으로 위험 약물을 소지하는 행위...”
각 특정 형량에 대한 길이를 설정하기 위해 판사는 최소 형량(관세)이 적용된 이전 판례를 살펴보고 이를 가이드라인으로 사용할 수 있다. 대마초 수지 유통에 대한 주요 관세는 법무장관 대 찬치만 사건([1987] HKLR 221)에서 제시되었으며, 이 사건에서는 밀매되는 대마초 제품의 유형에 따라 적절히 축소되어야 한다고 명시되어 있다(즉, 제품에 테트라히드로카나비놀(THC)이 소량 포함된 경우 처벌이 감경됨).
| 수량 (g)    | 문장 범위   |
| ----------- | ----------- |
| 2000 미만   | 최대 16개월 |
| 2000개 이상 | 16~24개월   |
| 3000개 이상 | 24~36개월   |
| 6000개 이상 | 36~48개월   |
| 9000개 이상 | 4년 이상    |

사건의 다른 세부 사항도 판결을 내리는 데 사용된다. 피고인이 디스코텍에서 0.24g의 허브 대마초를 유통한 혐의로 유죄를 인정한 사건([2001] 3 HKLRD 95)에서 1심 법원은 유통된 대마초의 양과 대마초 수지에 비해 효능이 부족하고 '유죄'를 인정하는 대신 형량을 2개월로 감형했다.
법원은 대마초의 효능과 양에 따라 초기 형량을 줄이는 경향이 있지만, 1급 마약 밀매에 대한 역할은 심각하게 고려해야 한다는 점을 인정하고 있다. 예를 들어, 피고인은 고용주의 지시에 따라 밀매되는 대마초 790kg을 임대 아파트에 보관한 사실을 인정한 R v Chan Shu Tong([1996] 4 HKC 515) 사건에서 징역 30년형을 선고받았다. 판사는 30년에서 시작하여 피고인에게 18년 형을 선고했다. 항소심에서 항소법원은 피고인이 밀매 행위로 이익을 얻지는 못했지만 대마초 보관에 관여한 것은 여전히 중요하다고 밝히며 원심 판결을 유지했다.

### 카나비노이드의 합법성
위험 약물 조례에는 THC가 불법으로 명시되어 있다. CBD도 홍콩에서 불법이다.

## 사용 및 태도
사용 및 태도대마초 사용과 재배는 여전히 불법이지만, 지난 몇 년 동안 대마초 체포 및 압수 건수가 증가했다는 보고가 있었다. 2016년 홍콩 경찰의 대마초 압수량은 2015년 130kg에서 255kg으로 95% 이상 증가했다. 보안국 마약과에 따르면 2016년 홍콩의 전체 향정신성 약물 남용자 중 5%가 대마초를 사용한 것으로 보고되었다.
2018년 11월 홍콩에서 열린 첫 번째 대마초 투자 심포지엄은 홍콩 정부의 지원을 받아 홍콩 투자자들을 대상으로 신흥 신산업에 대한 새로운 대마초 투자 기회를 모색하는 자리였다.
홍콩에서도 2010년 이전에는 흔하지 않았던 합성 대마초 사용에 대한 보고가 있었다.

## 참조
1. ↑  《Information on the official web site of the Hong Kong Police Force》, Police.gov.hk, 2011년 12월 14일에 확인함
2. 1 2  “What's the deal with cannabis in Hong Kong?”. 《South China Morning Post》 (영어). 2017년 7월 1일. 2019년 3월 15일에 확인함.
3. 1 2 3  “Hong Kong e-Legislation”. 2025년 6월 25일에 확인함.
4. ↑  “Hong Kong e-Legislation: Cap. 134 Dangerous Drugs Ordinance”. 《www.elegislation.gov.hk》. 2017년 3월 14일에 원본 문서에서 보존된 문서. 2019년 3월 19일에 확인함.
5. 1 2  “R. v. TUEN SHUI MING AND ANOTHER [1995] HKCA 36; [1995] 2 HKC 798; CAAR 12/1994 (9 June 1995)”. 《www.hklii.org》. 2019년 3월 19일에 확인함.
6. ↑  “HKSAR v. CHOR LUI [2001] HKCFI 730; [2001] 3 HKLRD 95; HCMA 535/2001 (3 August 2001)”. 《www.hklii.hk》. 2019년 3월 19일에 확인함.
7. ↑  “CHAN SHU TONG v. R. [1996] HKCA 86; [1996] 4 HKC 515; CACC 119/1996 (28 August 1996)”. 《www.hklii.hk》. 2019년 3월 19일에 확인함.
8. ↑  “Hong Kong criminalizes CBD, ranking it alongside heroin and cocaine”. 《CBS News》.
9. ↑  “Government of Hong Kong Press Releases: LCQ5: Regulation of products containing cannabis”.
10. ↑  Tam CH, Kwok SI, Lo TW, Lam SH, Lee GK (2018년 9월 25일). “Hidden Drug Abuse in Hong Kong: From Social Acquaintance to Social Isolation”. 《Frontiers in Psychiatry》 9: 457. doi:10.3389/fpsyt.2018.00457. PMC 6167475. PMID 30319464.
11. ↑  “CannaTech: Hong Kong's first ever cannabis investor symposium”. 《The GrowthOp》 (캐나다 영어). 2018년 9월 20일. 2019년 3월 15일에 확인함.
12. ↑  Hu, Fox; Owram, Kristine (2018년 10월 30일). “Pot Entrepreneurs Target Investors in Hong Kong, Where It's Illegal”. 《Bloomberg》. 2019년 3월 15일에 확인함.
13. ↑  Tung CK, Chiang TP, Lam M (March 2012). “Acute mental disturbance caused by synthetic cannabinoid: a potential emerging substance of abuse in Hong Kong”. 《East Asian Archives of Psychiatry》 22 (1): 31–3. PMID 22447803.